# Atletism la Jocurile Olimpice de vară din 2024 - 10.000 m (masculin)
Proba de atletism 10.000 de metri masculin de la Jocurile Olimpice de vară din 2024 a avut loc pe 2 august 2024 pe Stade de France.

## Recorduri
Înaintea acestei competiții, recordurile mondiale și olimpice erau următoarele:
| Record  | Atlet                  | Timp     | Loc              | Data             |
| ------- | ---------------------- | -------- | ---------------- | ---------------- |
| Mondial | Joshua Cheptegei (UGA) | 26:11,00 | Valencia, Spania | 7 octombrie 2020 |
| Olimpic | Kenenisa Bekele (ETH)  | 27:01,17 | Beijing, China   | 17 august 2008   |

## Program
Orele sunt ora Franței (UTC+1) 
| Data                  | Oră   | Etapă  |
| --------------------- | ----- | ------ |
| Vineri, 2 august 2024 | 17:40 | Finala |

### Finala
| Loc | Atlet                         | Țară                           | Timp     | Note |
| --- | ----------------------------- | ------------------------------ | -------- | ---- |
| 1   | Joshua Cheptegei              | Uganda                         | 26:43,14 | RO   |
| 2   | Berihu Aregawi                | Etiopia                        | 26:43,44 |      |
| 3   | Grant Fisher                  | Statele Unite ale Americii     | 26:43,46 | SB   |
| 4   | Mohammed Ahmed                | Canada                         | 26:43,79 | SB   |
| 5   | Benard Kibet                  | Kenya                          | 26:43,98 | PB   |
| 6   | Yomif Kejelcha                | Etiopia                        | 26:44,02 |      |
| 7   | Selemon Barega                | Etiopia                        | 26:44,48 |      |
| 8   | Jacob Kiplimo                 | Uganda                         | 26:46,39 | SB   |
| 9   | Thierry Ndikumwenayo          | Spania                         | 26:49,49 | RN   |
| 10  | Adriaan Wildschutt            | Africa de Sud                  | 26:50,64 | RN   |
| 11  | Daniel Mateiko                | Kenya                          | 26:50,83 |      |
| 12  | Nico Young                    | Statele Unite ale Americii     | 26:58,11 |      |
| 13  | Jimmy Gressier                | Franța                         | 26:58,67 | RN   |
| 14  | Nicholas Kipkorir             | Kenya                          | 27:23,97 |      |
| 15  | Merhawi Mebrahtu              | Eritreea                       | 27:24,25 |      |
| 16  | William Kincaid               | Statele Unite ale Americii     | 27:29,40 |      |
| 17  | Birhanu Balew                 | Bahrain                        | 27:30,94 | SB   |
| 18  | Jamal Abdelmaji Eisa Mohammed | Echipa Olimpică a Refugiaților | 27:35,92 | PB   |
| 19  | Isaac Kimeli                  | Belgia                         | 27:51,52 |      |
| 20  | Jun Kasai                     | Japonia                        | 27:53,18 |      |
| 21  | Yves Nimubona                 | Rwanda                         | 27:54,12 |      |
| 22  | Martin Magengo Kiprotich      | Uganda                         | 28:20,72 |      |
| 23  | Abdessamad Oukhelfen          | Spania                         | 28:21,90 |      |
| 24  | Tomoki Ota                    | Japonia                        | 29:12,48 |      |
|     | Yann Schrub                   | Franța                         | NT       |      |
|     | Rodrigue Kwizera              | Burundi                        | NS       |      |
|     | Célestin Ndikumana            | Burundi                        | NS       |      |